# 鄖陽民變
鄖陽民變，又稱“鄖陽盜亂”“鄖陽起義”，為明代中期成化年間，河南西華的“劉千斤”劉通、“石和尚”石龍、“李胡子”李原等人率数万流民造反的歷史事件。明朝兵部尚书白圭、都御史項忠指挥镇压，四路围攻，最终平定民變。明憲宗后又命都御史原傑負責平撫，并設立鄖陽撫治以及鄖陽府等州縣進行管理。

## 背景
元朝，荊州、襄陽上游為鄖陽，鄖陽是古代麋國，春秋時期為楚國的附庸，地多有山。元朝至正年間，流賊作亂，終元朝一代，竟不能制。明朝初期，朱元璋命鄧愈以大兵剿除，空其地，禁流民不进入。然而地界湖廣、河南、陝西三省，又多有空旷土地。山谷戹塞，林箐蒙密，中有草木可採掘食。
正統二年，當年饑荒，百姓纷纷进入此区，之後聚眾者多，所以無所約束，其中有巧黠的人并開始驅役他人。漢中府的官員上報，并稱如果不儘早誅殺，恐怕為後患。明英宗稱：“小民被飢寒所迫，奈何就派兵誅殺呢！”并命御史金敬趕往撫輯。金敬抵達后，貶數人戍邊，其餘都聽從撫輯，但是有為奸犯科的人則潛藏不出。之後再次出現，則勢力有所擴張。有錦衣衛千戶楊英奉使河南，推測其必反，之後上疏請派遣官員體恤饑荒，漸漸控制驅散這些流傳之輩。但沒有批准。而三省長官又多推諉此事非自己境內，於是按照舊例不去管理。
至此，河南西華的劉千斤（劉通）開始發兵作亂。成化元年（1465年），號稱“石和尚”的石龍糾合馮子龍數百人，四散剽掠。於是眾人在大石廠立黃旗聚眾，據海溪寺稱王，称国號“漢”，建元“德勝”。署將軍元帥，以石和尚為謀主，劉長子、苗龍、苗虎為羽翼，眾至數萬人，洗劫襄阳、鄧州境內。當時王恕剛以副都御史出撫，懸榜曉諭，卻未受分討之命。賊狃為故常，不肯散去。王恕上報朝廷請求出兵平息：「民可撫也。而奸民好亂者，非兵不威。」

## 过程

### 劉通、石龍之亂
成化元年（1465年）五月，明憲宗命撫寧伯朱永為總兵官，兵部尚書白圭提督軍務，太監唐慎、林貴監軍，合湖廣總兵李震討劉千斤，副都御史王恕會三師並進，直搗其巢。
成化二年（1466年）二月，鎮守荊、襄的王信猜測劉千斤會進攻房陵。於是率領數十騎往據之。調集民兵，不滿千人。劉千斤率領四千餘人圍攻，明軍援絕，王信在多張旗舉火，日夜不息，歷四旬。其中派出敢死隊在出城五六里舉火礮，叛軍以為援兵趕來，遂潰敗。王信乘勢追擊，此後升為都指揮同知。
同年三月，提督荊、襄軍務兵部尚書白圭上奏，請求分四路：南漳、安遠、房縣、穀城，以犄角狀並進，剋期會剿。憲宗批准此議。
同年五月，白圭率兵進入南陽時，與撫寧伯朱永由南漳入，遇到叛軍，誘之到臨城，一同擊破。朱永有病留在鎮中，白圭則與唐慎、李震、湖廣巡撫王儉進兵潭頭坪；林貴、鮑政自安遠進兵馬良坪；喜信、王信自房縣進兵浪口河，王恕率都指揮劉清等亦自穀城進兵洞庭廟。叛軍見到明軍勢力強大，劉千斤遂走壽陽，欲出陝西；苗龍走大市，欲出遠安。明軍遂調兵趕往壽陽，截斷其退路，劉千斤退守大市，與石龍會合。都指揮田廣進至雁坪，擊退叛軍，追及於古口山。此日湖廣部隊與其他部隊會合，一同進攻叛軍。斬劉千斤之子劉聰、偽都司苗虎一百餘人，并乘勝進兵，賊退入巢穴。此時山險，又下雨，白圭遂身先士卒，至格兜，叛軍憑險抵禦。當時各路部隊已會師兩天，卻久攻不下。士兵聽聞主帥白圭親來，更加奮勇。白圭於是命劉清率領千餘部隊，從間道出現在敵軍後部，焚燒其營，使其以為大軍到來。白圭與李震、王儉攻其右路；王信攻其左路；鮑政衝其中路。敵軍數萬迎戰，卻回顧到其營地起火，遂驚走，蹂躡死者無算，斬殺數萬人。生擒劉千斤，獻俘京師，與苗龍等四十人，皆行磔刑於集市。男子十歲以上者斬之，只有劉長子、石和尚逃到深山中。恰逢朱永病愈，更帥兵搜剩餘叛軍。
六月，石和尚率眾千餘人，焚劫四川大昌縣，殺夔州通判王禎。憲宗命分兵討之。
之後，石和尚、劉長子聚眾于巫山，石圭遣參將喜信、鮑政，都指揮白玉追擊。叛軍因計窮食盡而投降。石圭遣指揮張英誘之，劉長子遂縛石和尚送至喜信軍營。繼而並誘執劉千斤妻連氏及其偽職常通、王靖、張石英等六百餘人。事情上報后，憲宗命搜捕餘黨，叛軍遂平。諸將領忌恨張英有戰功，於是在朱永面前誣陷，稱其多獲叛軍賄賂。因此事，張英被捶殺，大軍班師。
十一月，石和尚、劉長子受磔刑懲罰。后敘平荊、襄功，進撫寧伯朱永為侯，李震興寧伯，白圭進為太子少保。

### 李鬍子之亂
成化四年（1468年）三月，憲宗改戶部右侍郎楊璇為右副都御史，撫治荊、襄、南陽流民.
成化六年（1470年）十月，劉千斤餘黨李鬍子糾合餘黨小王洪、石歪膊，率領荊、襄流民聚眾謀反。偽稱太平王，立「一條蛇」「坐山虎」等號，明軍屢次逮捕不獲，荊、襄、南陽等地遂發生騷亂。十一月，憲宗命都御史項忠總督河南、湖廣、荊、襄軍務，討伐李鬍子。
成化七年（1471年）正月，右都御史項忠抵達襄陽，看到士兵寡弱，請調永順等土兵前往，憲宗批准。諸將請速進，項忠約束部隊禁止濫殺無辜。兵部尚書白圭則反對調用永順、保靖土兵，以免激化騷動。而項忠則稱流民撤離數量多達四十余萬人，如果中止土兵，百姓聽聞后仍然會生疑；況且賊首仍然潛伏，屆時再調兵則為難。憲宗於是聽從項忠主張，并約束其禁止擾民，用心安撫。
同年十一月，項忠派遣副使餘洵、都指揮李振率兵追捕，在竹山縣遇到李鬍子，被明軍擒獲。小王洪的五百余眾，屯於鈞州龍潭，亦被明軍擒獲。此後遣送還鄉者有四十萬人，俘斬二千人，編戍者一萬餘人。當時流民從明初洪武年間以來，家業延子孫，未嘗有為非作歹的人。軍隊進入后，死者枕藉山谷。其戍邊湖廣、貴州的人，又多死於路途中，棄屍于江滸。言論者謂項忠此役，實為多濫殺。
十二月，都御史項忠獻荊、襄俘李鬍子一百二十九人，刑部尚書陸瑜等會奏，為其分別定罪。
成化八年（1472年）四月，給事中梁璟上疏彈劾都御史項忠偏聽檢討張寬、御史劉潔、總兵李震，縱殺邀功。憲宗稱：“荊、襄流民作亂，朝廷內外都以之為憂慮。現在已經蕩平，就應該談論以後解決方法，不這樣的話就會激怒于天下。”兵部尚書白圭又稱：“項忠所呈上的荊、陽功次文冊，與李震前後比較有不同，請勘別。”憲宗亦沒有聽從。
同年五月，都御史項忠乞求致仕，憲宗慰留，召還都察院。

## 平撫餘事
自成化初年，陝西至荊、襄、唐、鄧之間，皆為長山大谷，綿亙長達千里，所以流逋的人能夠藏聚，這是劉千斤之亂的原因。至李鬍子復亂，流民人數甚至多達一百萬。都御史項忠奉命捕逐，死者不計其數。國子監祭酒周洪謨著《流民說》，稱道：
|  | 昔日古人修天下《地理志》，看到東晉時的廬州、松州百姓，流落到荊州，於是荊江之南設置松滋縣令眾人僑居；陝西雍州的百姓，流聚至襄陽，應襄西之側置南雍州令眾人居住。其後松滋遂隸於荊州，南雍並於襄陽，垂今千載，寧謐如故。這是前代處理荊、襄流民的方法，非常有用。現在應當任由其近諸縣者附籍，遠諸縣者設州縣以平撫，之後設置官員，編制裡甲，寬其傜役，使其安居樂業業，則流民皆可為齊民了。 |

都御史李賓非常贊同此說，并援其說上疏，憲宗批准。成化十二年（1476年）二月，憲宗命都御史原傑經略鄖陽，撫定流民。
成化十二年七月，北城兵馬吏目文會上疏道：
|  | 荊、襄自古為用武之地。宣德年間，有流民鄒百川、楊繼保匿聚為非作歹。正統年間，百姓胡忠等開墾荒田，才開始入版籍，編成裡甲。成化年以來，劉千斤、石和尚、李鬍子相繼作亂，大臣處置失宜，終未安輯。現在河南歉收百姓饑荒，只能入山就食，勢不可止，如何保護以後不成後患？所以我呈上三事：首先，荊、襄土地肥饒，皆可用於耕種，遠年入籍的流民，可給還田土，所附籍者領田土力耕，體恤寬恕，而願回籍者聽由其原；其次，流民潛處的地方多出沒不常，乞求皇上選良官擔任撫綏，軍衛官為之守禦，則流民自安；最後，荊、襄等地上流，為吳、楚要害，道路多通，必應當在總隘地方，加設府、衛所、州、縣，設立保甲，允許通貨購買衣食物品，設立學校崇尚風俗，則其百姓自然會從善了。 |

憲宗表示贊同，并命都御史原傑採用此主張。
同年九月，都御史原傑上奏，得到了憲宗批准。
|  | 信陽、固始等州縣，南抵蘄、黃，西接荊、襄，東連鳳陽、霍丘，山勢綿亙，河流四達，盜賊容易出沒。況且鳳陽、陳州，最近都在受災，流民載道。強盜進入霍丘，搶劫物資，逮捕官員，百姓騷動，應該考慮防備措施了。現在請在汝寧所屬信陽等十三個州縣，令二司巡守官選壯丁，備器械馬匹。委任二官總督緝捕盜賊。此外，信陽軍民雜處，奸盜容易聚眾，請調守備南陽河南都指揮官，得權專御盜賊，禁止開採銀洞。此外，商城縣南接六安州有二百餘里，四野曠漫，而金剛臺巡檢司則在縣北，現在請在馬頭山置縣。 |

同年十一月，憲宗正式下詔，開設湖廣鄖陽府，即其地設湖廣行都司、衛、所及縣。當時都御史原傑遍置諸郡縣，無論深山窮谷均親自前往。抵達后向百姓問疾苦并宣達朝廷旨意，百姓均願意附版籍為良民。於是，湖廣、河南、陝西等地的撫、按、藩、臬官員，入籍流民得十一萬三千餘戶，遣歸故土者一萬六千餘戶，其願留者九萬六千餘戶，許以各自占曠土，官方為其限給丁力，令開墾為永業，以供賦役，并置郡縣統一指揮。
因此設立：
- 淅川县，割内乡县重新设置。
- 竹溪縣，于湖廣割竹山地而成。
- 鄖西縣，割鄖、津地而成。
- 桐柏縣、南召縣、伊陽縣，為河南割南陽府、汝州、唐縣等地而設置。
- 商南縣、山陽縣，為陝西分析商縣而成；原商縣升爲商州。
- 鄖陽府，在鄖縣城置，下轄鄖縣、房縣、竹山縣、竹溪縣、鄖西縣、上津縣，并在鄖陽設立行都司和衛所，以保衛其控制。

此外舉薦鄧州知州吳遠為首任鄖陽府知府。原傑又以所地涉及三省，沒有統一指揮，於是推薦御史吳道宏代替自己擔任鄖陽撫治，統領八郡，兼制三省。憲宗遂升吳道宏為大理寺少卿，代替原傑擔任撫治；并馳馬賜璽書，召還原傑，并擔任南京兵部尚書。原傑為平撫殫精竭力，勞苦成疾，在南還途中竟死於驛舍。荊、襄百姓聽聞后，無不流泣。此後憲宗以撫治鄖陽大理少卿吳道宏為右僉都御史，開府鄖陽，著為此令。